# Derrick De Marney
Derrick De Marney (* 21. September 1906 in London; † 18. Februar 1978 ebenda) war ein britischer Schauspieler und Filmproduzent.

## Leben
De Marney debütierte 1922 in London auf der Bühne. Seine Darstellung in „Young Mr Disraeli“ am Kingsway Theatre (und der Wiederaufnahme am Piccadilly) führte 1928 zu einem langjährigen Vertrag mit Filmproduzent Alexander Korda. Seine wohl bekannteste Rolle war die des Robert Tisdall, der in Alfred Hitchcocks Jung und unschuldig (1937) fälschlicherweise des Mordes verdächtigt wird. Andere Rollen dieser Jahre waren Benjamin Disraeli (in Wiederholung seines Bühnenerfolges) in Königin Viktoria (1937) und seiner Fortsetzung, Sixty Glorious Years (1938).
De Marney spielte Haupt- und Nebenrollen in wechselnder Folge. 1947 gab er im Titelpart von Uncle Silas erneut eine erinnerungswürdige Vorstellung; als alternder Glücksjäger war er in diesem Film neben Jean Simmons zu sehen. Danach folgten Hauptrollen in selbstproduzierten Werken, bevor er sich auf seine Bühnenarbeit konzentrierte und nur noch kleinere Engagements für Filme und dann auch das Fernsehen annahm. Seine letzte Leinwandrolle spielte De Marney in The Projected Man (1966).
Mit seinem ebenfalls als Schauspieler arbeitenden Bruder Terence De Marney betrieb er die Produktionsgesellschaft „Concanen Productions“, mit der sie eine Reihe von Dokumentarfilmen über die polnische Luftwaffe produzierten, darunter The White Eagle und Diary of a Polish Airman (beide im Jahr 1942), aber auch Spielfilme wie Leslie Howards The Gentle Sex (1943). Sich selbst produzierte er in den Thrillern Latin Quarter (1945), She Shall Have Murder (1950), Meet Mr. Callaghan (1954) – in einer für die Bühne entwickelten Rolle – und den auch von ihm geskripteten No Way Back (1949), in dem sein Bruder Terence die Hauptrolle innehatte.
1942 verantwortete De Marney als Regisseur zwei kurze Dokumentarstreifen.

## Filmografie (Auswahl)
- 1928: Two Little Drummer Boys
- 1928: Adventurous Youth
- 1934: Die scharlachrote Blume (The Scarlet Pimpernel)
- 1936: Das singende Land (Land Without Music)
- 1936: Was kommen wird (Things to Come)
- 1937: Jung und unschuldig (Young and Innocent)
- 1937: Königin Viktoria (Victoria the Great)
- 1937: Die Perlen der Krone (Les perles de la couronne)
- 1938: Sixty Glorious Years
- 1938: Blond Cheat
- 1939: The Lion Has Wings
- 1941: Dangerous Moonlight
- 1942: The First of the Few
- 1947: Uncle Silas
- 1948: Schlafwagen nach Triest (Sleeping Car to Trieste)
- 1950: Ihren Mord soll sie haben (She Shall Have Murder)
- 1954: Detektiv Callaghan (Meet Mr. Callaghan)
- 1955: Der beste Mann beim Militär (Private's Progress)
- 1966: Frankenstein 70 – Das Ungeheuer mit der Feuerklaue (The Projected Man)